# Святой Эмерик
Святой Эмерик (Эмерик Венгерский, святой Имре; венг. Imre; около 1000, Веспрем — 2 сентября 1031, Трансильвания) — католический святой, венгерский королевич из дома Арпадов, сын короля Иштвана Святого и Гизелы Баварской.

## Биография
О жизни Имре сохранилось мало сведений. Он был предположительно вторым сыном короля Иштвана и единственным, дожившим до взрослого возраста. О происхождении имени Имре существует две версии. По одной, Имре был назван в честь дяди, правителя Священной Римской империи Генриха II Святого, таким образом, Имре — венгерский вариант имени Генрих. По другой версии, Имре — это венгерский вариант немецкого имени Эммерих.
В молодости его учителем был святой Геллерт, который воспитывал принца в строгом и аскетическом духе. Иштван I видел в Имре своего преемника, писал для него поучения, в которых излагал советы по управлению государством и планировал в конце жизни сделать его своим соправителем. Существует предание, что Имре дал в кафедральном соборе Веспрема обет целомудрия.
Согласно загадочному сообщению в записи о 1031 годе в Хильдесхаймских анналах, Имре носил не зафиксированный в других источниках титул «герцога руси» (dux Ruizorum). Однозначного объяснения этому нет, поскольку подобного герцогства в Венгрии не существовало, но по самой распространённой гипотезе данный титул связан с гипотетическим отрядом русских наёмников на венгерской службе (наподобие византийской варяжской стражи), который наследник престола мог возглавлять.
В возрасте 31 года Имре погиб от нападения кабана во время охоты в Трансильвании на территории современного румынского жудеца Бихор. Был похоронен в королевской усыпальнице в Секешфехерваре.

## Культ
Вплоть до начала турецкого ига могила Эмерика была объектом паломничеств. В 1083 году Имре был канонизирован папой Григорием VII одновременно со своим отцом. День памяти в Католической церкви — 4 ноября. Главный иконографический атрибут — лилия, символ непорочности.